# Richardia centraliamericana
Richardia centraliamericana är en tvåvingeart som beskrevs av Willi Hennig 1937. Richardia centraliamericana ingår i släktet Richardia och familjen Richardiidae. Inga underarter finns listade i Catalogue of Life.